# Das Rätsel von Monte Christo
Das Rätsel von Monte Christo (Originaltitel: The Count of Monte Cristo) ist ein US-amerikanischer Abenteuerfilm aus dem Jahr 1934 von Rowland V. Lee mit Robert Donat und Elissa Landi in den Hauptrollen. Der Film wurde von Reliance Pictures produziert und von United Artists in den Verleih gebracht. Er ist die erste Tonfilm-Adaption des Romans Der Graf von Monte Christo von Alexandre Dumas dem Älteren.

## Handlung
1815 dankt der französische Kaiser Napoleon Bonaparte ab und wird von König Ludwig XVIII. auf die Mittelmeerinsel Elba verbannt. Kapitän Leclere, ein Anhänger des ehemaligen Kaisers, liegt sterbenskrank auf seinem sturmgepeitschten Schiff. Kurz vor seinem Tod vertraut Leclere seinem ersten Maat Edmond Dantes einen Brief von Napoleon an, der einem Boten in Marseille übergeben werden soll. Während Edmond seine Befehle entgegennimmt, lauscht der zweite Maat Danglars an der Tür des Kapitäns. In Marseille wird Edmond, der zum Kapitän befördert wurde, leidenschaftlich von seiner schönen Verehrerin Mercedes de Rosas begrüßt. Mercedes Mutter jedoch verachtet Edmond und zieht den aristokratischen Fernand de Mondego als Heiratskandidat ihrer Tochter vor. Um seine Heirat mit Mercedes sicherzustellen, hilft Fernand Raymond de Villefort Jr., einem ehrgeizigen Magistrat aus Marseille, und Danglars, Edmond festzunehmen, als er Lecleres Brief übergibt. De Villefort weiß nicht, dass der Mann, dem Edmond den Brief geben soll, sein eigener Vater ist. Als die Polizei Edmond und den älteren de Villefort verhaftet, beschließt der Sohn, seinen Vater freizulassen und Edmond ohne Gerichtsverfahren in ein Inselgefängnis zu schicken. De Villefort lässt Edmond daraufhin für tot erklären, Mercedes heiratet widerwillig Fernand.
Acht Jahre später hört der verbitterte Edmond ein Klopfen an seiner Gefängnismauer und entdeckt, dass Abbé Faria, ein Mitgefangener, einen Tunnel zu seiner Zelle gegraben hat. Der alte Faria führt Edmond zu seiner Zelle, die mit den Schriften und Zeichnungen des gelehrten Mönches geschmückt ist, und erzählt ihm von einem vergrabenen Schatz, dessen Standort nur er kennt. Gemeinsam graben Edmond und Faria weiter in Richtung Meer und sind nach fünf Jahren fast in Freiheit. Doch kurz bevor sie die letzte Barriere durchbrechen können, wird Faria von einer Felslawine erschlagen. Während die Wachen Farias Seebestattung vorbereiten, tauscht Edmond mit dem Toten den Platz und wird ins Meer geworfen. Schließlich wird Edmond von einem spanischen Schmugglerschiff aufgelesen und landet auf Monte Christo, der Insel, auf der Farias Schatz vergraben ist. Edmond entdeckt den kostbaren Schatz und initiiert mit Hilfe der Seeleute Ali und Jacopo einen komplexen Racheplan, bei dem er sich in den Grafen von Monte Christo verwandelt und Albert de Mondego, Mercedes Sohn, entführen lässt. Indem er vorgibt, Albert zu retten, macht sich Edmond bei dem jungen Mann beliebt und erhält eine Einladung zu einem Treffen mit den Mondegos in Paris.

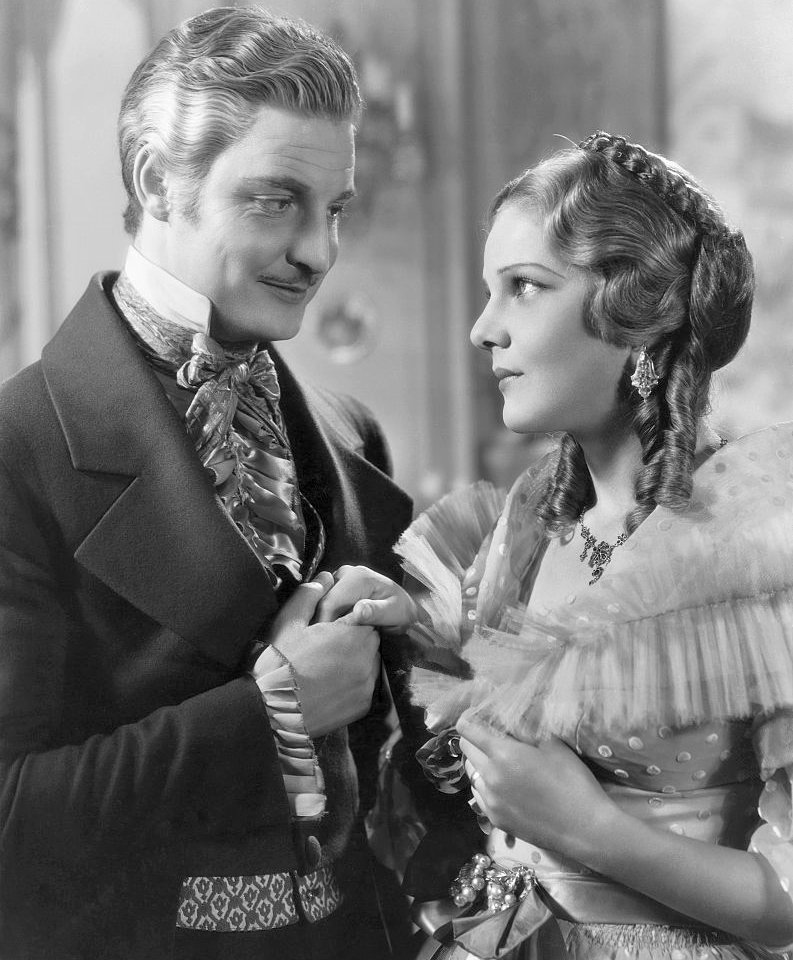
Szenenfoto mit Robert Donat und Elissa Landi

Obwohl Mercedes Edmond erkennt, können sich Fernand, der jetzt Graf ist, und seine langjährigen Gefährten De Villefort, der jetzt Anwalt des Königs ist, und Danglars, dessen illegale Bankgeschäfte ihm den Titel eines Barons eingebracht haben, nicht an ihren ehemaligen Feind erinnern. Mit großer Geduld spinnt Edmond seine Verschwörung um das verräterische Trio und nutzt dabei sorgfältig ihre Schwächen aus. Der Emporkömmling Fernand wird öffentlich als feiger Attentäter entlarvt und begeht nach einem demütigenden Schwertduell mit Edmond Selbstmord. Der gierige Danglars wird von Edmond zu einer verheerenden Aktieninvestition verleitet, die ihn in den Wahnsinn treibt. Schließlich, nachdem Albert seine Männlichkeit bewiesen hat, indem er Edmond zu einem Duell herausfordert, das beide absichtlich verlieren, wird de Villefort ausgetrickst, um Edmonds Identität herauszufinden und ihn festzunehmen. Mit der Erlaubnis von de Villeforts Tochter Valentine, die mit Albert verlobt ist, entlarvt Edmond den intriganten Anwalt bei seinem eigenen Prozess. Seine Rache ist vollendet, Edmond vereint sich mit seiner treuen Mercedes.

## Hintergrund
Gedreht wurde der Film vom 9. Mai bis Anfang Juli 1934 in den RKO-Pathé-Studios in Culver City.
Laut einer Nachrichtenmeldung vom Januar 1934 verzögerte Produzent Edward Small die Produktion dieses Films, während er gegen die Verwendung des Titels „The Countess of Monte Cristo“ durch Universal Pictures protestierte. Small beklagte sich bei der Zensurbehörde, dass Universals Titel „das Publikum verwirren würde“. Trotz Smalls Protest veröffentlichte Universal „The Countess of Monte Cristo“ im März 1934.
Das Rätsel von Monte Christo, bei einer Kritikerumfrage zu einem der zehn besten Filme des Jahres 1934 gekürt, markierte das amerikanische Filmdebüt von Robert Donat. Obwohl seine Leistung in diesem Film hoch gelobt wurde, kehrte Donat, der unter schwerem Asthma litt, nach der Produktion nach England zurück und machte nie eine Karriere in Hollywood.
1940 legte Regisseur Lee mit Die Stunde der Vergeltung ein weiteres Mal eine Monte-Christo-Version vor.
Gwen Wakeling war für das Kostümbild zuständig. Milton Sperling arbeitete als Produktionsassistent.

## Veröffentlichung
Die Premiere des Films fand am 5. September 1934 in Chicago statt. 1935 kam er im Deutschen Reich und in Österreich in die Kinos.

## Kritiken
Der Filmkritiken-Aggregator Rotten Tomatoes hat in einer Auswertung von acht Kritiken eine Zustimmungsrate von 88 Prozent errechnet. Das Publikumsergebnis hat sich bei 77 Prozent positiver Bewertungen eingependelt.
Andre Sennwald von der The New York Times war des Lobes voll. Fast zwei Stunden lang, eine kleine Ewigkeit, wenn die Augen auf einen blinkenden Bildschirm geklebt seien, entfalte sich die klassische Geschichte der Rache von Edmond Dantes. Der Film steigere sich stetig und kraftvoll zu seinem fieberhaften Höhepunkt und erfrische den Zuschauer ständig mit der Vielfalt und der schreienden Wirkung seiner Episoden.
Otis Ferguson schrieb im Magazin The New Republic, der Film wäre stärker gewesen, wenn sowohl die Geschichte als auch die ganze Produktion besser gewesen wären. Er könne an keinen Fehler denken, ohne sich daran zu erinnern, dass er während des Films aufrecht in seinem Sitz saß und hoffte, dass er von den Szenen vereinnahmt werde.
Charles Davy urteilte in der britischen Zeitschrift The Spectator, es sei ein Film für diejenigen, die ihr Geld für solide Unterhaltung ausgeben möchten. Solide sei das richtige Wort, denn der Film sei sehr lang. Die Anfangssequenzen seien langsam und mühsam und die Dialoge seien oft eine seltsame Mischung aus gestelztem archaischem Englisch der Wardour Street und umgangssprachlichem Hollywood. Aber Robert Donat, der junge englische Schauspieler, liefere eine kraftvolle und gekonnte Darstellung als Dantes.
Das Lexikon des internationalen Films schrieb: „Ein immer noch ansehnliches, filmgeschichtlich interessantes Stück Abenteuerkino.“
Die Filmzeitschrift Cinema befand: „Gehört zu den Klassikern des Mantel- und Degenfilms.“

## Auszeichnungen
1934 wurde der Film vom National Board of Review in die Top-Ten-Liste aufgenommen.